# U Lupi
U Lupi är en halvregelbunden variabel av SRD-typ i stjärnbilden Vargen.
Stjärnan varierar mellan visuell magnitud +9,40 och 11,65 med en period av 84,7 dygn.